# Shimizu S-Pulse
Shimizu S-Pulse (jap. 清水エスパルス, Shimizu esu parusu) ist ein japanischer Fußballverein und Gründungsmitglied der japanischen Profiliga J. League. Der Verein gewann in der Saison 2024 den Meistertitel der J2 League, wodurch er zum zweiten Mal nach 2016 in die J1 League, die höchste Spielklasse im japanischen Fußball, aufstieg.
Der Verein ist in einer 1998 gegründeten Aktiengesellschaft organisiert, der K.K. S-Pulse (株式会社エスパルス, kabushiki-gaisha esu parusu), englisch S-Pulse Co., Ltd.

## Geschichte
S-Pulse nimmt in der J. League in zweierlei Hinsicht eine Sonderstellung ein: einerseits dadurch, dass der Klub nicht wie die meisten Konkurrenten auf einer Werksmannschaft eines großen japanischen Konzerns (beispielsweise Toyota, Mitsubishi, Yamaha oder Hitachi) basiert, sondern mit Einführung der Profiliga eigens gegründet wurde. Andererseits dadurch, dass ihm im Jahr 2000 ein internationales Kuriosum geglückt war: der Gewinn des asiatischen Pokals der Pokalsieger, ohne jemals Pokalsieger gewesen zu sein.
Als im Jahr 1989 die Planungen für eine japanweite Profi-Fußballliga begannen, gründeten mehrere kleinere und mittlere Unternehmen das Projekt S-Pulse mit dem Ziel, im Profifußball eine Werbeplattform für die Präfektur zu errichten und den Sport in der Region zu fördern. Daher erklärt sich auch der Name des Vereins, der am 1. Mai 1991 offiziell eingetragen wurde: er sollte die Dynamik (engl.: pulse) von Shizuoka symbolisieren. Zuerst stand das Projekt unter Führung des ES-lap-Communications-Konzerns, ab 1998 übernahm der Suzuyo-Konzern die Führung. Zuletzt konnte man in Shimizu (das seit 2003 in die Stadt Shizuoka eingemeindet ist; dennoch behält der Verein vorerst den alten Namen) die Fluggesellschaft Japan Airlines als Hauptsponsor und Förderer gewinnen.
Unterstützt von den Hochschulmannschaften Shizuokas, die zu den stärksten des Landes zählen, war S-Pulse von Anfang an ein Schwergewicht in Liga und Pokal, handelte sich aber schon bald den Ruf des „ewigen Zweiten“ ein: bis 1999 beendeten sie dreimal eine Halbserie auf dem zweiten Platz (in der J. League qualifizieren sich nur die jeweils ersten für das Meisterschaftsfinale) und stand zweimal erfolglos im Pokalfinale. Als der Finalgegner von 1998, die Yokohama Flügels, nach dem Sieg ihren Spielbetrieb wegen finanzieller Probleme einstellte, rückte Shimizu in den Asienpokal nach und gewann diesen prompt: Im Finale wurde das irakische Team von Al Zawraa geschlagen. Dies war der erste Triumph von S-Pulse, die, abgesehen vom wenig angesehenen Yamazaki Nabisco Cup 1996, noch nie einen Titel erringen konnten. Zwei Jahre später rückten sie erneut sieglos in den Asienpokal nach (diesmal für den Double-Sieger Kashima Antlers), konnten ihren Erfolg aber nicht wiederholen.
1999 gelang es S-Pulse endlich, die Rückrunde zu gewinnen und sich für das Meisterschaftsfinale zu qualifizieren. Dieses verloren sie ausgerechnet gegen den Lokalrivalen Jubilo Iwata, und dann auch noch im Elfmeterschießen. Von diesem Misserfolg hat sich der Verein bis heute nicht mehr erholt: Obwohl am Neujahrstag 2002 mit dem Finalsieg über Cerezo Osaka im Kaiserpokal der erste ernstzunehmende nationale Titel nach Shimizu kam, läuft S-Pulse seither seiner Form hinterher und kann nicht mehr an die erfolgreichen Zeiten Ende der 1990er-Jahre anknüpfen. Am Ende der Saison 2015 stieg die Mannschaft sogar in die J2 League ab, nicht zuletzt dank einer neun Spiele andauernden Siegesserie am Ende der Spielzeit gelang jedoch die direkte Rückkehr in die J1 League. Nachdem der Verein die kommenden Spielzeiten mal im mittleren, mal im unteren Tabellendrittel beendete, stieg man am Ende der Saison 2022 als Tabellenvorletzter wieder in die J2 League ab.

## Vereinserfolge

### National
- Japanischer Vizemeister: 1999
- Japanischer Zweitligameister: 2024
- Japanischer Pokalsieger: 2001
- Japanischer Pokalfinalist: 1998, 2000, 2005, 2010
- Japanischer Ligapokalsieger: 1996
- Japanischer Ligapokalfinalist: 1992, 1993, 2008, 2012
- Japanischer Supercup-Sieger: 2001, 2002

### Kontinental
- Asienpokal der Pokalsieger

Gewinner: 2000
- Asian Super Cup

Finale: 2000

## Stadion

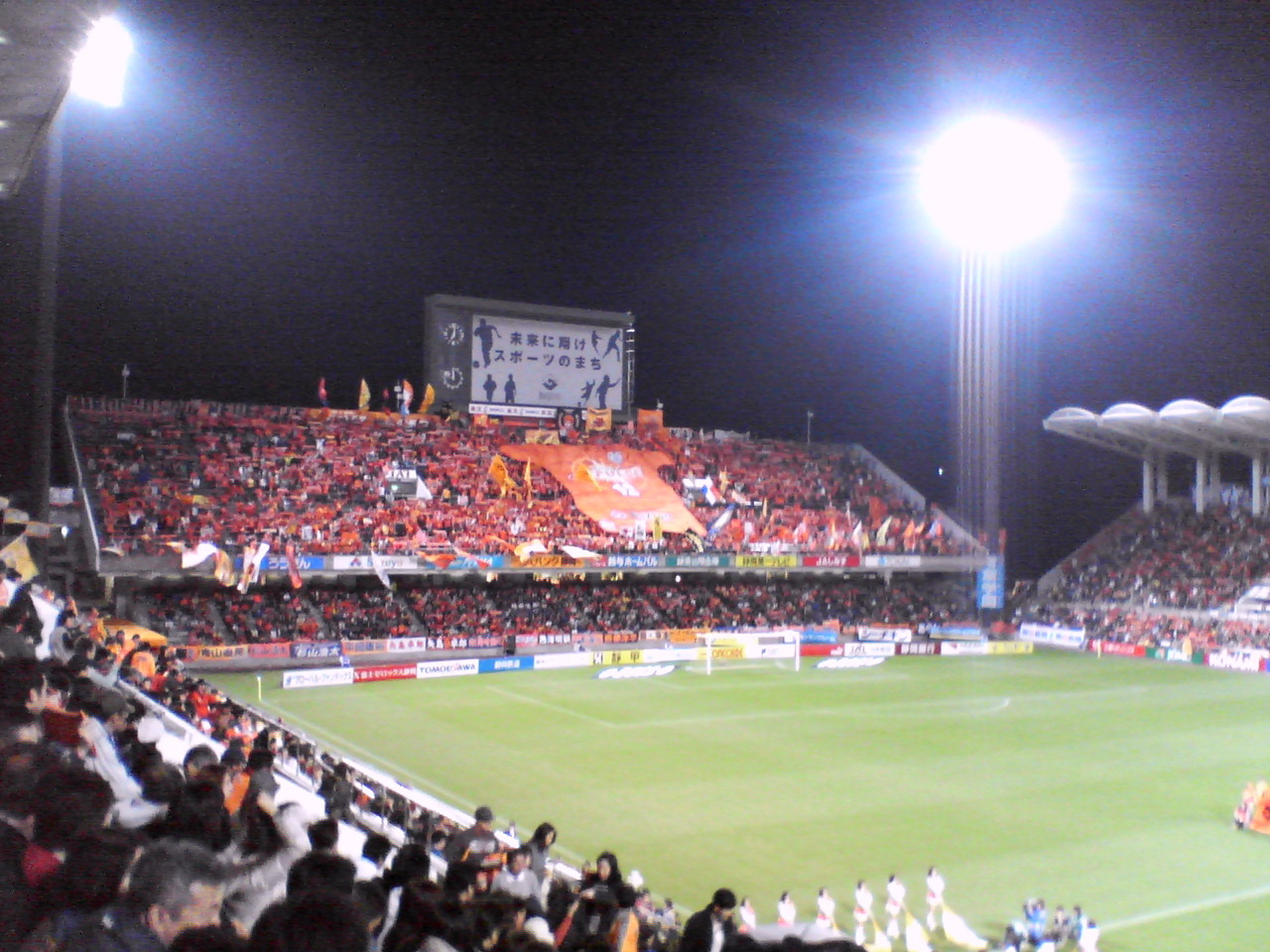
Stadion von Shimizu S-Pulse

Der Verein trägt seine Heimspiele im IAI Stadium Nihondaira in Shimizu aus. Die Sportstätte hat ein Fassungsvermögen von 20.339 Personen. Eigentümerin der Anlage ist die Stadtverwaltung von Shizuoka. Betrieben wird das Stadion von der Shizuoka City Public Facility Corporation.
Koordinaten: 34° 59′ 4″ N, 138° 28′ 52″ O

## Aktueller Kader
Stand: April 2025
| Nr. |           | Position | Name            |
| --- | --------- | -------- | --------------- |
| 1   | Japan     | TW       | Yūya Oki        |
| 3   | Japan     | AB       | Yūji Takahashi  |
| 4   | Japan     | AB       | Sōdai Hasukawa  |
| 5   | Japan     | AB       | Kengo Kitazume  |
| 6   | Japan     | MF       | Kōta Miyamoto   |
| 7   | Brasilien | MF       | Capixaba        |
| 8   | Japan     | MF       | Kazuki Kozuka   |
| 11  | Japan     | MF       | Hikaru Nakahara |
| 14  | Japan     | AB       | Reon Yamahara   |
| 16  | Japan     | TW       | Togo Umeda      |
| 17  | Japan     | MF       | Masaki Yumiba   |
| 18  | Japan     | ST       | Sena Saito      |
| 19  | Japan     | MF       | Kai Matsuzaki   |
| 20  | Japan     | TW       | Ryoya Abe       |
| 21  | Japan     | MF       | Shinya Yajima   |
| 22  | Japan     | AB       | Takumu Kenmotsu |
| 23  | Japan     | ST       | Koya Kitagawa   |
| 27  | Japan     | ST       | Riku Gunji      |
| 28  | Japan     | AB       | Yutaka Yoshida  |

| Nr. |                    | Position | Name                     |
| --- | ------------------ | -------- | ------------------------ |
| 29  | Bulgarien          | ST       | Ahmed Ahmedov            |
| 30  | Japan              | TW       | Tomotaro Sasaki          |
| 33  | Japan              | MF       | Takashi Inui             |
| 36  | Japan              | MF       | Zento Uno                |
| 37  | Japan              | MF       | Rinsei Ohata             |
| 39  | Japan              | AB       | Haruto Hidaka            |
| 41  | Japan              | AB       | Kento Haneda             |
| 42  | Japan              | MF       | Yuji Doi                 |
| 43  | Japan              | MF       | Ryota Hariu              |
| 44  | Japan              | AB       | Keigo Iwanaga            |
| 45  | Japan              | AB       | Takeru Iwao              |
| 47  | Japan              | MF       | Yudai Shimamoto          |
| 49  | Japan              | MF       | Sean Kotake              |
| 55  | Japan              | MF       | Motoki Nishihara         |
| 66  | Vereinigte Staaten | AB       | Jelani Reshaun Sumiyoshi |
| 70  | Japan              | AB       | Sen Takagi               |
| 71  | Japan              | TW       | Yui Inokoshi             |
| 98  | Brasilien          | MF       | Matheus Bueno            |
| 99  | Brasilien          | ST       | Douglas Tanque           |

## Trainerchronik
| Name                | Nation                  | von              | bis               |
| ------------------- | ----------------------- | ---------------- | ----------------- |
| Émerson Leão        | Brasilien               | 1. Juli 1992     | 30. Juni 1994     |
| Roberto Rivelino    | Brasilien               | 1. Juli 1994     | 31. Januar 1995   |
| Masakatsu Miyamoto  | Japan                   | 1. Februar 1995  | 31. Januar 1996   |
| Osvaldo Ardiles     | Argentinien             | 1. Februar 1996  | 31. Januar 1999   |
| Steve Perryman      | England                 | 1. Februar 1999  | 31. Januar 2001   |
| Zdravko Zemunović   | Serbien                 | 1. Dezember 2000 | 31. Januar 2003   |
| Takeshi Ōki         | Japan                   | 1. Februar 2003  | 30. November 2003 |
| Kōji Gyōtoku        | Japan                   | 1. Dezember 2003 | 31. Januar 2004   |
| Antoninho           | Brasilien               | 1. Februar 2004  | 7. September 2004 |
| Nobuhiro Ishizaki   | Japan                   | 26. Juni 2004    | 28. November 2004 |
| Kenta Hasegawa      | Japan                   | 1. Februar 2005  | 31. Januar 2011   |
| Afschin Ghotbi      | Iran Vereinigte Staaten | 1. Februar 2011  | 29. Juli 2014     |
| Katsumi Ōenoki      | Japan                   | 30. Juli 2014    | 30. Juli 2015     |
| Kazuaki Tasaka      | Japan                   | 2. August 2015   | 31. Januar 2016   |
| Shinji Kobayashi    | Japan                   | 1. Februar 2016  | 5. Dezember 2017  |
| Jan Jönsson         | Schweden                | 1. Februar 2018  | 5. Mai 2019       |
| Yoshiyuki Shinoda   | Japan                   | 13. Mai 2019     | 31. Januar 2020   |
| Peter Cklamovski    | Australien              | 1. Februar 2020  | 31. Oktober 2020  |
| Hiroaki Hiraoka     | Japan                   | 1. November 2020 | 31. Januar 2021   |
| Miguel Ángel Lotina | Spanien                 | 1. Februar 2021  | 3. November 2021  |
| Hiroaki Hiraoka     | Japan                   | 4. November 2021 | 30. Mai 2022      |
| Yoshiyuki Shinoda   | Japan                   | 31. Mai 2022     | 6. Juni 2022      |
| Zé Ricardo          | Brasilien               | 7. Juni 2022     | 2. April 2023     |
| Tadahiro Akiba      | Japan                   | 3. April 2023    |                   |

## Saisonplatzierung
| Saison | Liga | Teams | Pos.  | Zusch./Sp. | J. League Cup   | Kaiserpokal   | Supercup | AFC CL       |
| ------ | ---- | ----- | ----- | ---------- | --------------- | ------------- | -------- | ------------ |
| 1992   |      |       |       |            | 2. Platz        | Viertelfinale |          |              |
| 1993   | J1   | 10    | 3.    | 18.462     | 2. Platz        | Halbfinale    |          |              |
| 1994   | J1   | 12    | 4.    | 19.726     | 1. Runde        | 1. Runde      |          |              |
| 1995   | J1   | 14    | 9.    | 19.747     |                 | 1. Runde      |          |              |
| 1996   | J1   | 16    | 10.   | 12.962     | Sieger          | Viertelfinale |          |              |
| 1997   | J1   | 17    | 5.    | 9.888      | Gruppenphase    | Viertelfinale |          |              |
| 1998   | J1   | 18    | 3.    | 12.298     | Halbfinale      | 2. Platz      |          |              |
| 1999   | J1   | 16    | 2.    | 12.883     | Viertelfinale   | Viertelfinale | Finale   |              |
| 2000   | J1   | 16    | 8.    | 12.422     | Viertelfinale   | 2. Platz      |          |              |
| 2001   | J1   | 16    | 4.    | 15.973     | 2. Runde        | Sieger        | Sieger   |              |
| 2002   | J1   | 16    | 8.    | 14.963     | Halbfinale      | Viertelfinale | Sieger   |              |
| 2003   | J1   | 16    | 11.   | 16.284     | Halbfinale      | Halbfinale    |          | Gruppenphase |
| 2004   | J1   | 16    | 14.   | 13.568     | Viertelfinale   | 4. Runde      |          |              |
| 2005   | J1   | 18    | 15.   | 12.752     | Viertelfinale   | 2. Platz      |          |              |
| 2006   | J1   | 18    | 4.    | 14.302     | Gruppenphase    | Viertelfinale |          |              |
| 2007   | J1   | 18    | 4.    | 15.952     | Gruppenphase    | Viertelfinale |          |              |
| 2008   | J1   | 18    | 5.    | 16.599     | 2. Platz        | Viertelfinale |          |              |
| 2009   | J1   | 18    | 7.    | 17.935     | Halbfinale      | Halbfinale    |          |              |
| 2010   | J1   | 18    | 6.    | 18.001     | Halbfinale      | 2. Platz      |          |              |
| 2011   | J1   | 18    | 10.   | 15.801     | Halbfinale      | Viertelfinale |          |              |
| 2012   | J1   | 18    | 9.    | 15.121     | 2. Platz        | 4. Runde      |          |              |
| 2013   | J1   | 18    | 9.    | 14.137     | Gruppenphase    | 4. Runde      |          |              |
| 2014   | J1   | 18    | 15.   | 14.210     | Gruppenphase    | Halbfinale    |          |              |
| 2015   | J1   | 18    | 17. ▼ | 14.083     | Gruppenphase    | 2. Runde      |          |              |
| 2016   | J2   | 22    | 2. ▲  | 11.274     | -               | Achtelfinale  |          |              |
| 2017   | J1   | 18    | 14.   | 15.116     | Gruppenphase    | Achtelfinale  |          |              |
| 2018   | J1   | 18    | 8.    | 14.671     | Gruppenphase    | 3. Runde      |          |              |
| 2019   | J1   | 18    | 12.   | 15.043     | Gruppenphase    | Halbfinale    |          |              |
| 2020   | J1   | 18    | 16.   | 5.235      | Gruppenphase    | -             |          |              |
| 2021   | J1   | 20    | 14.   | 7.454      | Play-off-Spiele | Achtelfinale  |          |              |
| 2022   | J1   | 18    | 17. ▼ | 15.245     | Gruppenphase    | 3. Runde      |          |              |
| 2023   | J2   | 22    | 4.    | 14.393     | Gruppenphase    | 2. Runde      |          |              |
| 2024   | J2   | 20    | 1. ▲  | 17.750     | Runde 2         | 3. Runde      |          |              |
| 2025   | J1   | 20    |       |            |                 |               |          |              |

## Auszeichnungen

### Spieler des Jahres
- Alex (1999)

### Nachwuchsspieler des Jahres
- Masaaki Sawanobori (1993)
- Toshihide Saitō (1996)
- Jungo Fujimoto (2006)

### Elf des Jahres
- Takumi Horiike (1993)
- Masanori Sanada (1999)
- Toshihide Saitō (1999)
- Ryūzō Morioka (1999)
- Alex (1999)
- Teruyoshi Itō (1999)
- Masaaki Sawanobori (1999)
- Shinji Okazaki (2009)
- Jungo Fujimoto (2010)